# سیمون بولیوار (تهران)
سیمون بولیوار محله ای خوش آب و هوا در شمال غرب تهران واقع در دامنهٔ کوه‌های البرز است که در گذشته بخشی از پونک شمالی بوده است.

## محل
مرزهای این محله از شمال به بلوار سیمون بولیوار، از شرق به بزرگراه اشرفی اصفهانی، از جنوب به بزرگراه هاشمی رفسنجانی و از غرب به بزرگراه ستاری محدود می‌شود. در تقسیم‌بندی شهرداری تهران، المهدی دارای مرزهای مشترک با شش محله است از جمله: مراد آباد، شهرک کوهسار و شهرک نفت (در شمال)، پونک (در شرق)، پونک شمالی (در جنوب) و در نهایت جنت آباد شمالی (در غرب). از آنجایی که المهدی در مقایسه با بیشتر مناطق تهران در یک منطقه با توپوگرافی برجسته واقع شده‌است از نظر شرکت کنترل کیفیت هوای تهران از هوای سالم و پاک بهره‌مند است. از طریق بزرگراه هاشمی رفسنجانی و بلوار سیمون بولیوار به سعادت آباد (از شرق) و جنت آباد (از غرب) متصل می‌شود.
به استثنای قسمت‌های غربی و جنوب غربی، تقریباً یک محله مسکونی با فضای آرام و کوچه‌های پر دار و درخت است در حالی که خیابان‌های اصلی کاملاً پهن و پرتردد هستند. خیابان‌ها و کوچه‌ها از الگوی مستطیلی مرتب پیروی می‌کنند که دسترسی به هر مکان را آسان می‌سازد.

## حمل و نقل
خیابان‌های اصلی در سیمون بولیوار به شرح زیر است:
- خیابان امام رضا
- خیابان زیتون
- خیابان المهدی
- خیابان چمران
- خیابان فکوری

بی‌آرتی:
- ایستگاه طالقانی (خط ۱۰)

## آلبوم عکس

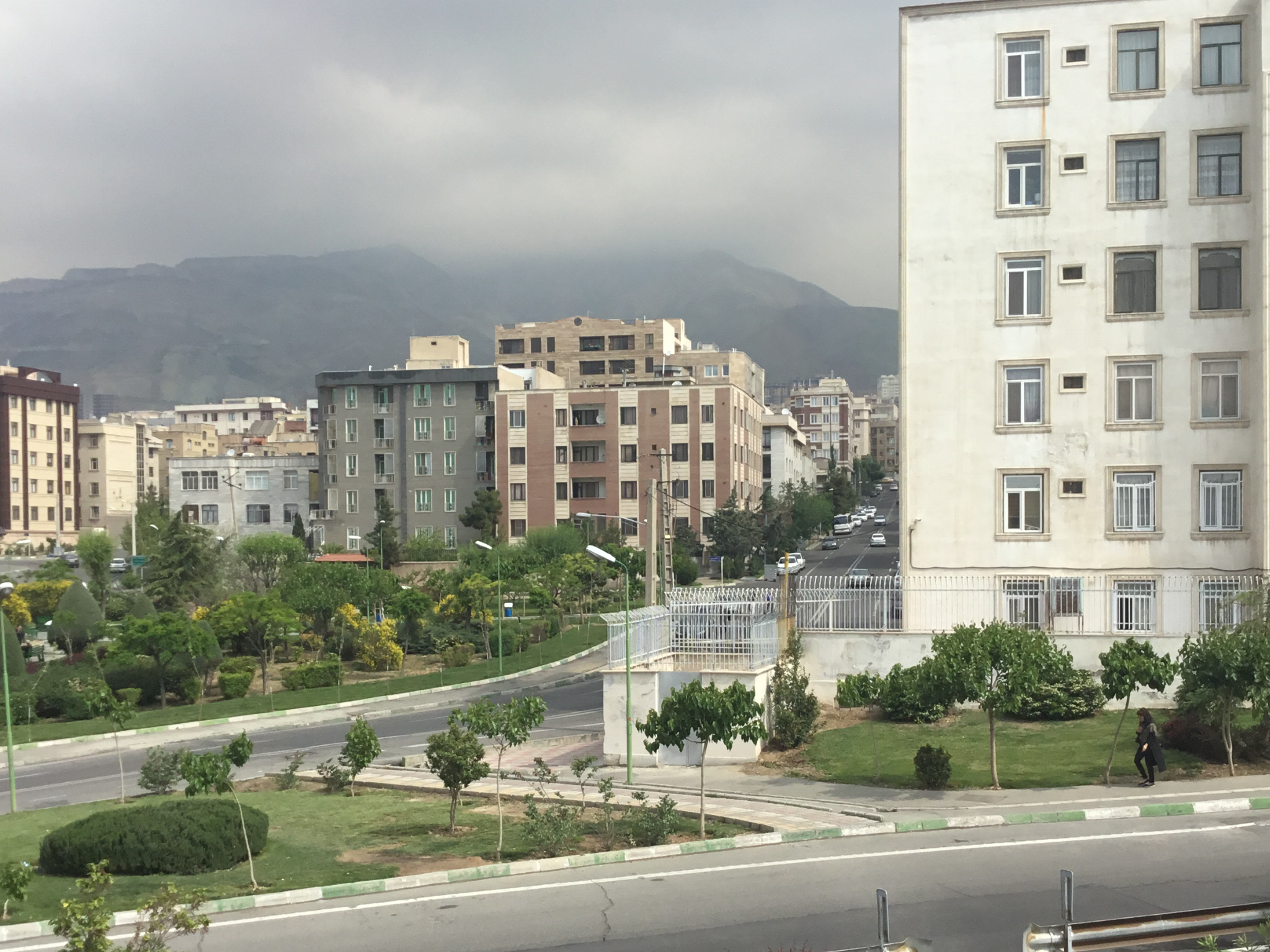
سیمون بولیوار در بهار
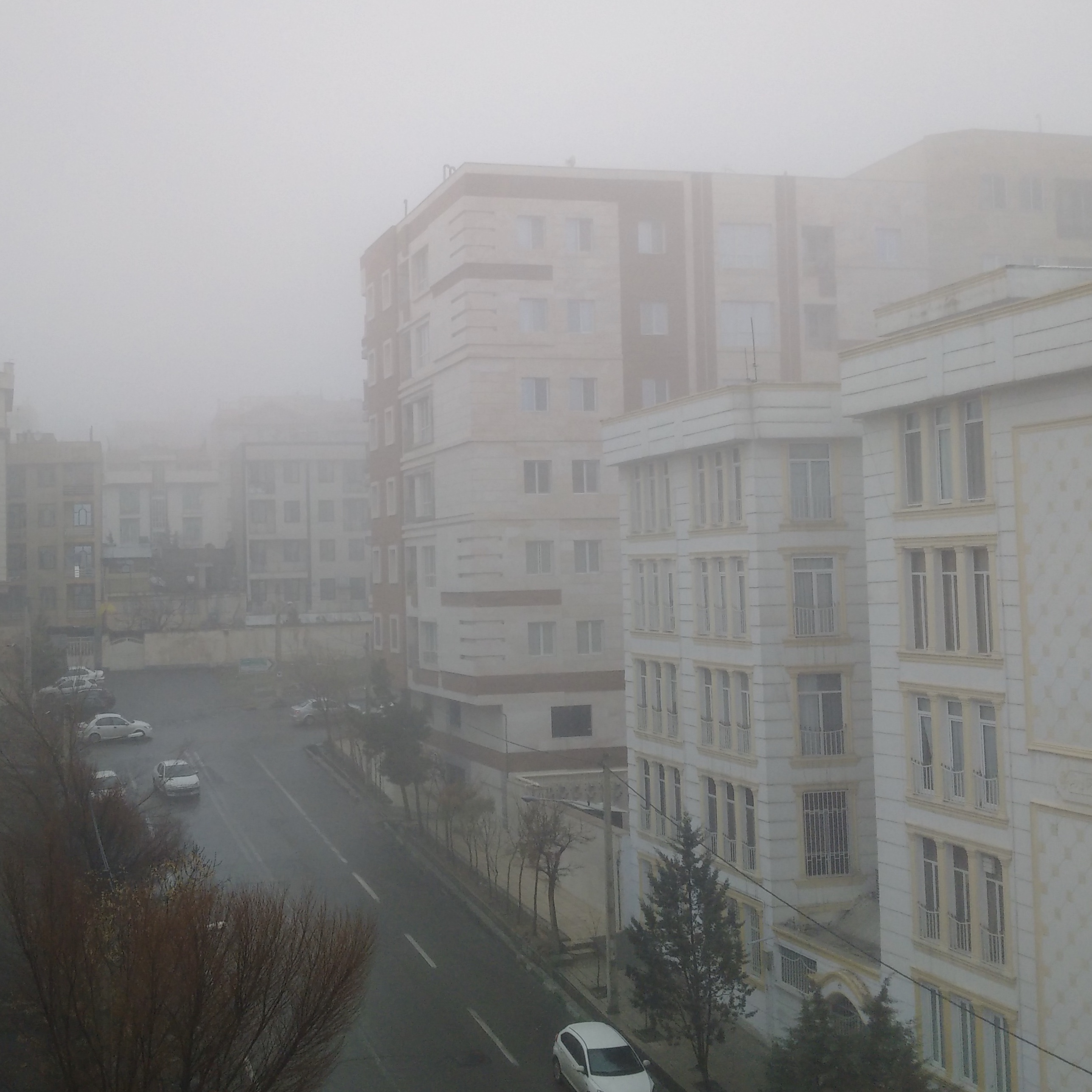
مه پاییزی در سیمون بولیوار. کوه‌ها به دلیل تاری دید ناپدید شده‌اند (پاییز تا بهار)
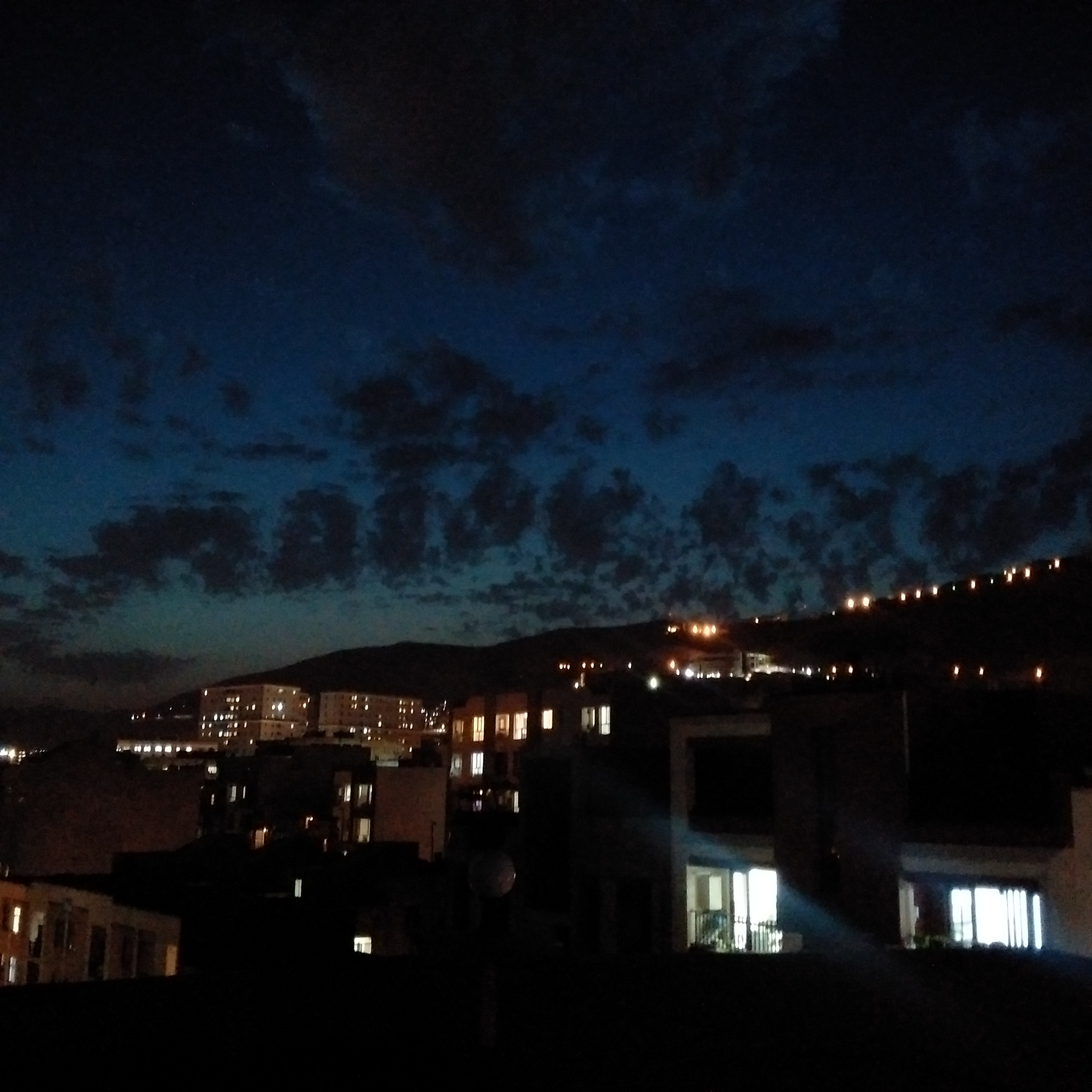
ابرهای شبانه بر فراز سیمون بولیوار
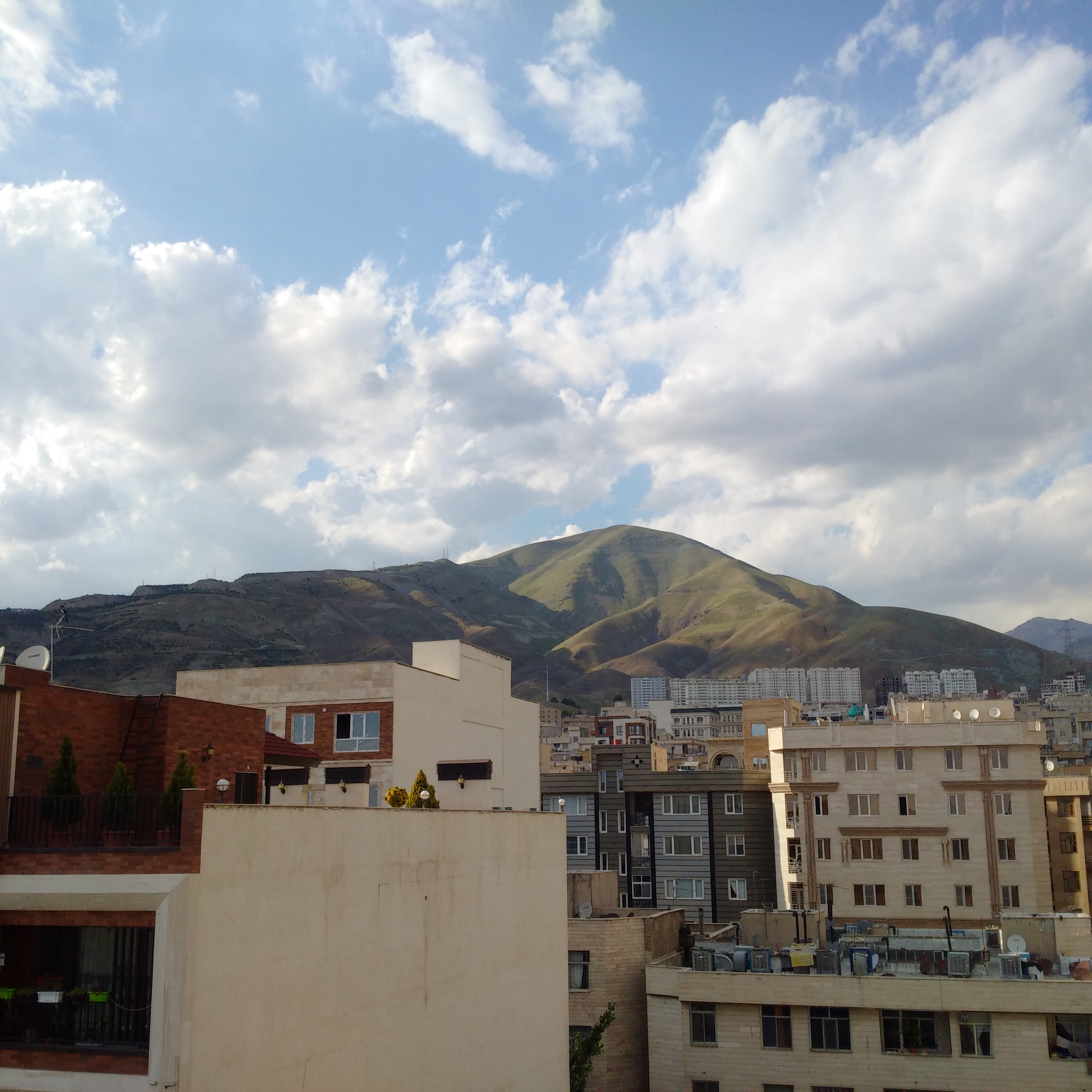
چمنزار در دامنهٔ جنوبی رشته کوه‌های البرز ، سیمون بولیوار در هنگام بهار